# Проспект Свободи (Костянтинівка)
Проспект Свободи (до 2024 — проспект Ломоносова) — одна з головних транспортних магістралей міста Костянтинівка, що сполучає центр міста з іншими важливими частинами. Довжина проспекту становить 5,70 км, і він пролягає з північного заходу на південний схід, починаючи від району «Нахалівка» та закінчуючи на районі «Український хутір». Проспект є частиною автошляху національного значення Н-20, який з'єднує Костянтинівку з важливими містами, такими як Маріуполь і Донецьк, і проходить через п’ять міських районів Костянтинівки.
До проспекту Свободи прилучаються вулиці Мелітопольська, Івана Карабиця, Керамічна, Рівненська, Харківська, Пригородня, Ізмаїльська, Бульварна, Львівська, Кримська, Миргородська, Херсонська, Героїв України, Цинкова, Сергія Прокоф’єва, Бородіна, 6 Вересня, Європейська, Богдана Хмельницького, пл. Перемоги, Степана Бандери, Дзеркальна, Нова, Абрамова, Садова, Високовольтна, Миру, Заводська, Ливарна, Лікарняна, Карпатська, Сергія Параджанова, Бельгійська, Староторцева, Новоселівська, Піщана.

## Опис
Проспект Свободи проходить через центральну площу, біля якої розташований Палац культури та дозвілля — один із найбільших палаців культури Донецької області. Палац є культурним центром міста, де проводяться численні заходи, концерти та виставки.
У 1960-1970 роках у лівобережній частині міста був побудований проспект Свободи (на той час — проспект Ломоносова).  Він був зведений за прогресивними на той час принципами містобудування і спочатку планувався як центр міста.
Характеристики проспекту включають широкі проїжджі частини, тротуари та зелені насадження, що створюють комфортні умови для прогулянок та активного відпочинку. Вздовж проспекту розташовані як приватні будинки, так і багатоповерхові житлові будинки, серед яких виділяються дві 14-поверхові висотки. Місцеві жителі називають ці будівлі "баштами-близнюками", подібно до знаменитих веж-близнюків у Нью-Йорку.
Проспект Свободи є однією з найбільш жвавих магістралей у Костянтинівці завдяки різноманіттю розважальних та комерційних закладів. Тут можна знайти дитячі майданчики, магазини, кафе, ресторани та інші об'єкти комерційної інфраструктури, що приваблюють як місцевих жителів, так і гостей міста.
Перевагою Проспекту Свободи є також сприятливе транспортне розташування, оскільки проспект є частиною автошляху національного значення Н-20. Тут проходять маршрути громадського транспорту, що забезпечують зручне сполучення між різними районами міста та сусідніми населеними пунктами.